# Testiranje na COVID-19
Testiranje na COVID-19 može identificirati virus SARS-CoV-2 i uključuje metode koje otkrivaju prisutnost samog virusa (RT-PCR) i metode koje otkrivaju antitijela nastala tijekom infekcije.
Otkrivanje protutijela može se koristiti i za dijagnozu i za praćenje populacije. Uzorci antitijela pokazuju koliko je ljudi imalo infekciju, uključujući one čiji su simptomi bili manje izraženi ili su bili asimptomatski. Točna smrtnost od bolesti i razina tzv. imunosti krda u populaciji mogu se odrediti iz rezultata ovog testa. Međutim, trajanje i učinkovitost ovog imunološkog rezultata još uvijek nisu jasni.
Zbog ograničenog testiranja do ožujka 2020. nijedna zemlja nije imala pouzdane podatke o prevalenciji virusa u njihovoj populaciji. Od 23. travnja, zemlje koje su objavile svoje podatke o testovima, u prosjeku su izvršile niz testova koji su odgovarali samo 1,3% njihove populacije, a niti jedna zemlja nije testirala uzorke koji odgovaraju više od 13,4% populacije. Postoje razlike u broju testova izvedenih u svakoj zemlji a ta će razlika također vjerojatno utjecati na prijavljenu stopu smrtnosti.
Genetski kod virusa poznat je od 7. siječnja 2020. Time je pojednostavljen razvoj testova.
Molekularni PCR test testira prisutnost virusa otkrivanjem ribonukleinske kiseline (RNK) iz virusa.
Provodi se primjenom testa lančane reakcije reverzne polimeraze u realnom vremenu (rRT-PCR) na uzorcima dišnih putova dobivenim raznim metodama, poput brisa nosne sluznice (uzorak nazofarinksa) ili uzoraka ispljuvka. Općenito, rezultati su dostupni u roku od sat do dva dana. Većinu virusa pacijenti izlučuju oko prvog dana bolesti. Čak i nakon što simptomi nestanu, ponekad se mogu pronaći ostaci virusa.
Uvijek postoji rizik od lažno pozitivnog ili lažno negativnog rezultata testa s PCR testom. Pozitivan rezultat testa ne daje rezultat o fazi bolesti, jer se virus smanjuje kad imunološki sustav počne raditi. U tu svrhu trebalo bi testirati nekoliko puta. "Visoke pozitivne vrijednosti" testa mogu igrati ulogu u određivanju prioriteta u istraživanju izvora i kontakata. 
Serološki test pokazuje specifični imunoglobulin (antitijela) protiv virusa u krvi pacijenta.

## Vanjske poveznice
- Kriteriji za testiranje na SARS-CoV-2, prekid izolacije i karantene  Arhivirana inačica izvorne stranice od 14. kolovoza 2021. (Wayback Machine) Službena stranica Vlade RH za pravodobne i točne informacije o koronavirusu. 21. rujna 2020.
- Uzimanje uzoraka (briseva) na koronu u Domovima zdravlja  Arhivirana inačica izvorne stranice od 30. rujna 2020. (Wayback Machine) Nastavni zavod za javno zdravstvo dr Andrija Štampar. 17. kolovoza 2020.

|  | Molimo pročitajte upozorenje o korištenju medicinskih informacija. Ne provodite liječenje bez savjetovanja s liječnikom! |